# 스벤스크 담티드닝
스벤스크 담티드닝(Svensk Damtidning)은 1889년부터 스웨덴에서 발행되는 주간 여성 잡지이다. 이 잡지는 헬싱보리에 본사를 두고 있다.